# Jean-François Cagnet
Jean-François Cagnet, né le 3 avril 1756 à Beaumont-sur-Oise et mort à une date inconnue, est un jardinier attaché à André Michaux pendant l'expédition Baudin vers les mers australes et la Nouvelle-Hollande de 1800 à 1804. Vingt-deux savants et plus de cent-vingt marins font partie des équipages des deux corvettes, Le Géographe et Le Naturaliste. Il est lui-même à bord du Naturaliste, commandé par le capitaine Hamelin, et fait partie des cinq jardiniers dont l'équipe est supervisée par Anselme Riedlé. Cependant son maître André Michaux quitte l'expédition à l'escale de l'Île-de-France en mars-avril 1801 et prend un logement en ville. Il ne veut pas donner ses collections au gouvernement français; mais en fait ne supporte pas l'autorité de Baudin. Ce dernier regrette le départ de Michaux qu'il estime, contrairement aux autres savants qui quittent l'expédition au même moment.